# Wyndham Robertson

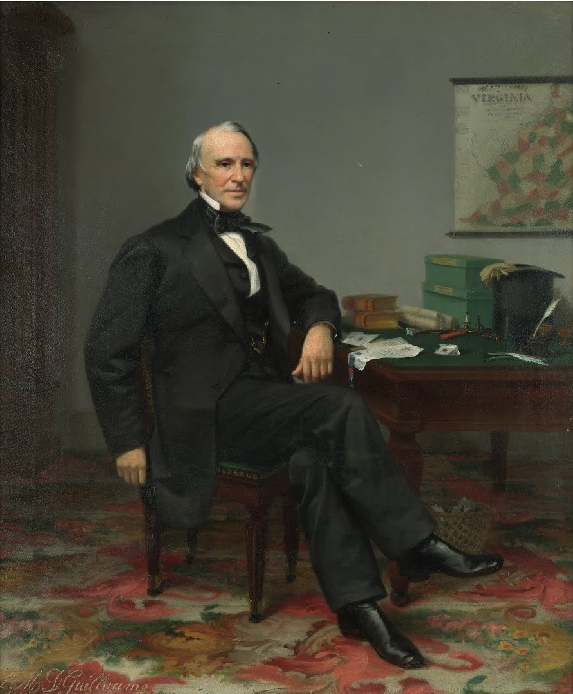
Wyndham Robertson

Wyndham Robertson (* 26. Januar 1803 in Manchester, Chesterfield County, Virginia; † 11. Februar 1888 in Abingdon, Virginia) war ein US-amerikanischer Politiker und von 1836 bis 1837 Gouverneur des Bundesstaates Virginia.

## Frühe Jahre und Aufstieg zum Gouverneur
Wyndham Robertson besuchte das College of William & Mary in Williamsburg. Nach einem anschließenden Jurastudium wurde er im Jahr 1824 als Rechtsanwalt zugelassen. Robertson wurde Mitglied der Whig Party. Seit 1830 gehörte er dem Regierungsrat von Virginia. Bis 1836 war er Vorsitzender dieses Gremiums. In dieser Eigenschaft fiel ihm nach dem Rücktritt von Gouverneur Littleton Waller Tazewell das Amt des Gouverneurs von Virginia zu. Seine Hauptaufgabe war die Beendigung der Amtszeit seines Vorgängers. Damit war er zwischen dem 30. April 1836 und dem 31. März 1837 amtierender Gouverneur von Virginia. In dieser Zeit wurde der Ausbau des Eisenbahnnetzes vorangetrieben.

## Weiterer Lebenslauf
Als Kandidat der Whigs hatte er damals wegen der politischen Mehrheitsverhältnisse keine Chance, selbst zum Gouverneur gewählt zu werden. Dafür wurde er zwischen 1838 und 1841 Abgeordneter im Repräsentantenhaus von Virginia. Im Jahr 1842 wurde er Richter im Washington County. Zwischen 1859 und 1860 war er nochmals im Repräsentantenhaus seines Staates. Im Vorfeld des Amerikanischen Bürgerkriegs war Robertson ein Anhänger der Union, der sich gegen den Austritt Virginias aus diesem Staatenverbund aussprach. Nachdem der Krieg aber ausgebrochen war, unterstützte er die Verteidigungsanstrengungen Virginias. In dieser Zeit war er bis 1865 erneut Mitglied im Repräsentantenhaus seines Staates. Nach dem Krieg setzte er sich für eine schnelle Wiedereingliederung Virginias in die Union ein. Wyndham Robertson starb im Februar 1888. Er war mit Mary T. Smith verheiratet.